# Kavumu (periodiskt vattendrag i Burundi, Bururi)
Kavumu är ett periodiskt vattendrag i Burundi.   Det ligger i provinsen Bururi, i den sydvästra delen av landet, 50 kilometer söder om huvudstaden Bujumbura.
Omgivningarna runt Kavumu är en mosaik av jordbruksmark och naturlig växtlighet. Runt Kavumu är det ganska tätbefolkat, med 248 invånare per kvadratkilometer.